# العلاقات اليمنية التوفالية
العلاقات اليمنية التوفالية هي العلاقات الثنائية التي تجمع بين اليمن وتوفالو.

## مقارنة بين البلدين
هذه مقارنة عامة ومرجعية للدولتين:
| وجه المقارنة                                              | اليمن         | توفالو                         |
| --------------------------------------------------------- | ------------- | ------------------------------ |
| المساحة (كم2)                                             | 555.00 ألف    | 26                             |
| عدد السكان (نسمة)                                         | 28.25 مليون   | 11.19 ألف                      |
| الكثافة السكانية (ن./كم²)                                 | 50.9          | 43.04 ألف                      |
| العاصمة                                                   | صنعاء، عدن    | فونافوتي                       |
| اللغة الرسمية                                             | اللغة العربية | اللغة التوفالوية، لغة إنجليزية |
| العملة                                                    | ريال يمني     | دولار توفالو                   |
| الناتج المحلي الإجمالي (بليون دولار)                      | 18.21 مليار   | 39.73 مليون                    |
| الناتج المحلي الإجمالي (تعادل القوة الشرائية) بليون دولار | 75.69 مليار   | 38.93 مليون                    |
| الناتج المحلي الإجمالي الاسمي للفرد دولار أمريكي          | 1.41 ألف      | 3.29 ألف                       |
| الناتج المحلي الإجمالي للفرد دولار أمريكي                 |               | 3.77 ألف                       |
| مؤشر التنمية البشرية                                      | 0.498         |                                |
| رمز المكالمات الدولي                                      | +967          | +688                           |
| رمز الإنترنت                                              | .ye           | .tv                            |
| المنطقة الزمنية                                           | ت ع م+03:00   | ت ع م+12:00                    |

## منظمات دولية مشتركة
يشترك البلدان في عضوية مجموعة من المنظمات الدولية، منها:
| علم المنظمة | اسم المنظمة                   | تاريخ انضمام اليمن | تاريخ انضمام توفالو |
| ----------- | ----------------------------- | ------------------ | ------------------- |
|             | يونسكو                        | 2 أبريل 1962       | 21 أكتوبر 1991      |
|             | الاتحاد الدولي للاتصالات      | 1931               | 15 أغسطس 1996       |
|             | الاتحاد البريدي العالمي       | ?                  | ?                   |
|             | الأمم المتحدة                 | 30 سبتمبر 1947     | 5 سبتمبر 2000       |
|             | البنك الدولي للإنشاء والتعمير | 3 أكتوبر 1969      | 24 يونيو 2010       |
|             | منظمة حظر الأسلحة الكيميائية  | ?                  | ?                   |
|             | مؤسسة التنمية الدولية         | 22 مايو 1970       | 24 يونيو 2010       |